# Pekka Niemelä
Pekka Niemelä (* 1974 in Helsinki) ist ein ehemaliger finnischer Skispringer und heutiger Skisprungtrainer. Er war Trainer der finnischen Weltcupmannschaft sowie der türkischen Mannschaft.

## Werdegang

### Als Springer
Niemelä debütierte am 3. März 1991 in Lahti im Weltcup. Sein bestes Ergebnis erreichte er am 28. Februar 1996 in Kuopio, als er den 40. Platz belegte. Zudem gewann er bei der Junioren-Weltmeisterschaft 1991 in Reit im Winkl Silber mit der Mannschaft, zu der unter anderem auch der vorherige finnische Cheftrainer Janne Väätäinen gehörte.

### Als Trainer
Der Finne begann seine Arbeit als Trainer im Jahr 1997. Er arbeitete zunächst als Stützpunkttrainer beim Puijon Hiihtoseura in Kuopio, wo er gemeinsam mit seinem Assistenten Ari-Pekka Nikkola unter anderem Matti Hautamäki, Janne Happonen und Toni Nieminen trainierte. Ab 2001 war er Trainer der finnischen B-Mannschaft, Bereich Nordfinnland.
Noch über sein Engagement in Finnland hinaus, nämlich bis 2003, war er Heimtrainer von Matti Hautamäki. Ihn führte Niemelä zu olympischem Silber mit der Mannschaft und Bronze im Einzel bei den Olympischen Winterspielen 2002 in Salt Lake City sowie zum sowie 2003 zum damaligen Skiflug-Weltrekord. Seinen Schützling Janne Happonen führte er 2002 zum Gewinn der Junioren-Weltmeisterschaft im Einzel und im Team.
Nach Ende der Saison 2001/2002 verließ Niemelä den finnischen Skiverband in Richtung Japan, wo er einen Vierjahresvertrag als Trainer des Team Tsuchiya unterschrieb. Dort arbeitete er gemeinsam mit Topi Sarparanta unter anderem mit Athleten wie Daiki Itō, Kazuya Yoshioka und Noriaki Kasai sowie den Kombinierer Daito Takahashi. Sein Engagement war nach eigenen Angaben anfangs von Sprachproblemen geprägt.
Im Mai 2006 unterschrieb Niemelä dann einen Vertrag als Trainer der französischen Skisprung-Nationalmannschaft. Er war dort gleichzeitig für den A- und den B-Kader sowie für das Juniorenteam zuständig, gemeinsam mit seinem Co-Trainer Remy Trachsel. Für die Arbeit mit seinen Athleten pendelte er zwischen seiner Heimatstadt Kuopio und den französischen Stützpunkten. Im März 2010 wurde dann sein Wechsel nach Finnland bekannt. Dort ist er als Cheftrainer tätig. Vor allem während der Weltcup-Saison 2012/2013 kam erhebliche Kritik an Niemelä auf, da sich die finnische Mannschaft aus einem tiefen Leistungsloch nicht befreien konnte.
Am 16. Juli 2014 wurde Niemelä Cheftrainer der türkischen Skisprungmannschaft. Im Herbst 2018 ist er von diesem Amt zurückgetreten.

## Privates
Niemelä ist verheiratet mit Minna. Sie haben zwei Söhne, Nicolas und Robert.